# Shahd Sedek
Shahd Sedek, née le 6 avril 2000, est une karatéka égyptienne.

## Palmarès
| Année | Compétition                   | Lieu                   | Résultat | Catégorie        |
| ----- | ----------------------------- | ---------------------- | -------- | ---------------- |
| 2017  | Championnats du monde juniors | Santa Cruz de Tenerife | 1re      | Kata par équipes |
| 2019  | Championnats d'Afrique        | Gaborone               | 3e       | Kata par équipes |
| 2019  | Jeux africains                | Rabat                  | 2e       | Kata par équipes |
| 2020  | Championnats d'Afrique        | Tanger                 | 2e       | Kata par équipes |